# 經堂
經堂（日语：／ Kyōdō */?）是東京都世田谷區的地名。現行行政地名為經堂一丁目至五丁目。郵遞區號156-0052。

## 地理
位於世田谷區中央，北鄰櫻上水，北與東接宮坂，南連櫻、櫻丘，西通船橋。小田急小田原線經堂站周圍形成商店街。路幅狹窄，單行道多，汽車通行不便，因此計程車司機之間將此地稱為「經堂迷路」。

### 河川
- 烏山川 - 現在暗渠化，改建為綠道。

## 歷史
江戶時代為荏原郡經堂在家村。1932年（昭和7年），世田谷區成立時成立經堂町，1967年（昭和42年）實施住居表示。過去的讀音為「きょうとう」，住居表示實施以後改為「きょうどう」。

### 地名由來
過去此地有收藏經典的佛堂而得名。另一說是佛堂為京都風的建築，稱為「京堂」，後轉變為「經堂」。

## 交通

### 鐵路
東西向的小田急小田原線通過此地，可利用以下兩站。
- 小田急小田原線經堂站 -　町域東端，一丁目與二丁目交界。
- 小田急小田原線千歲船橋站　-　位於船橋，經堂四丁目與五丁目西邊。

### 道路
以下都道通過町域北邊，因道路狹窄，有單行區間。
- 都道118號調布經堂停車場線　…　經堂二丁目與宮坂三丁目邊界，西北－東南向道路，終點為經堂站。別名鈴蘭通。
- 都道423號澀谷經堂線　…　經堂一丁目與宮坂二丁目邊界，東西向道路，終點為經堂站。經堂町內的長度約300公尺。

另外，南部有東西向的城山通。經堂站往南的道路稱為農大通，是櫻丘東京農業大學的通學路。

## 備註
1. ↑  平成25年（2013年）の世田谷区の町丁別人口と世帯数 - 世田谷区
2. ↑  大都会の巨大迷路を抜け出せ！　右折だけで目的地へ辿りつけるか!? （页面存档备份，存于） 日本電視台ザ!鉄腕!DASH!!　2000年6月25日